# Јохово
Јохово је насељено место на Кордуну, у саставу општине Војнић, Карловачка жупанија, Република Хрватска.

## Историја
Јохово се од распада Југославије до августа 1995. године налазило у Републици Српској Крајини.

## Становништво
Јохово је према попису из 2011. године имало 36 становника.

### Број становника по пописима
| Националност   | 2001. | 1991. | 1981. | 1971. | 1961. | 1953. | 1948. | 1931. | 1921. | 1910. | 1900. | 1890. | 1880. | 1869. | 1857. |
| бр. становника | 24    | 88    | 80    | 102   | 103   | 105   | 100   | 118   | 87    | 96    | 115   | 103   | 68    | 120   | 159   |

### Национални састав
| Националност       | 2001.     | 1991.       | 1981.     | 1971.      | 1961.      |
| Срби               | 24 (100%) | 87 (98,86%) | 80 (100%) | 102 (100%) | 103 (100%) |
| Хрвати             | 0         | 1 (1,13%)   | 0         | 0          | 0          |
| Југословени        | 0         | 0           | 0         | 0          | 0          |
| остали и непознато | 0         | 0           | 0         | 0          | 0          |
| Укупно             | 24        | 88          | 80        | 102        | 103        |